# Sloe Gin
Sloe Gin – szósty album studyjny amerykańskiego gitarzysty blues-rockowego Joego Bonamassy. Wydawnictwo ukazało się 21 sierpnia 2007 roku nakładem wytwórni muzycznej Provogue.

## Lista utworów
Opracowano na podstawie materiału źródłowego.
| Nr  | Tytuł utworu           | Autorzy                    | Długość |
| --- | ---------------------- | -------------------------- | ------- |
| 1.  | „Ball Peen Hammer”     | Chris Whitley              | 3:27    |
| 2.  | „One of These Days”    | Alvin Lee, Joe Bonamassa   | 5:40    |
| 3.  | „Seagull”              | Paul Rodgers, Mick Ralphs  | 3:49    |
| 4.  | „Dirt in My Pocket”    | Bonamassa, James Huff      | 4:54    |
| 5.  | „Sloe Gin”             | Bob Ezrin, Michael Kamen   | 8:13    |
| 6.  | „Another Kind of Love” | John Mayall                | 3:10    |
| 7.  | „Around the Bend”      | Bonamassa, Will Jennings   | 5:15    |
| 8.  | „Black Night”          | Charles Brown              | 4:22    |
| 9.  | „Jelly Roll”           | John Martyn                | 2:12    |
| 10. | „Richmond”             | Bonamassa, Mike Himelstein | 4:31    |
| 11. | „India”                | Bonamassa, Rick Melick     | 3:19    |
|     |                        |                            | 48:52   |